# Vescomtat de Beaumont
El vescomtat de Mans, del Maine, de vegades també vescomtat del Baix Maine o vescomtat dels Manceaux, que fou més tard el vescomtat de Beaumont o de Sainte-Suzanne, o de Fresnay o de Lude, fou una jurisdicció feudal hereditària del Maine; les seves possessions i el seu rol històric es va desenvolupar principal a l'alt Maine. Després d'exercir com a vescomtes, lloctinents del comtes, rics i grans propietaris van acabar per haver d'administrar les seves terres patrimonials com qualsevol altra senyor. Tot i així foren feudataris molt importants que posseïen abadies, esglésies i altres béns, i alguns foren de la seva pròpia fundació, van donar propietats als bisbes, monestirs i poder religiós per les que aquestos esdevenien vassalls; van participar en els esdeveniments del Maine i l'Anjou i fins i tot de França i Anglaterra, i van prendre part a laes Croades primer a Orient i després contra els càtars. Gran nombre de cartes testimonien la seva influència i les seves grans aliances; molts dels bisbes de Mans i Angers van sortir de la seva nissaga. Foren enemics dels normands i després fidels vassalls dels comtes d'Anjou quan aquestos van adquirir el Maine. Van construir diversos castells com Fresnay, Bourg-le-Roi, Beaumont, Sillé, Courtaliéru, Évron, Sainte-Suzanne i Thorigné-en-Charnie, construïts contra els normands; alguns castells o torres foren donades a vassalls que els tenien en feu del vescomte.

## Genealogia[calcitació]
La família vescomtal, coneguda com a Beaumont, després Beaumont-Brienne, va dominar una part del comtat del Maine del segle X al XIV. La seva successió fou establerta per M. Robert Latouche pel segle xi a la seva Histoire du comté du Maine; per la branca de Braitel pel vescomte Menjot d'Elbenne a la Revue Historique et Archéologique du Maine; altres autors també van contribuir. En total hi va haver 18 vescomtes de Beaumont, Fresnay i Sainte-Suzanne del segle X al XIV
- Hubert I (vers 910-)
- Raül I (vers 935), casat vers 960 amb Godehilda (940-)
- Raül II (vers 960 - vers 1013/1015) casat amb Wildenoris (o Lucie de Sainte-Suzanne ?)
- Raül III de Beaumont-au-Maine (testimoniat entre 997 i després de 1040), casat amb Godebelda o Goldehilda de Bellême, filla d'Yves de Bellême i de Godehilda del Maine. Van tenir sis fills dels quals Raül IV, Jofre senyor de Sablé el fundador de l'abadia de Solesmes 1006-1015, i Odelina de Sainte-Suzanne, esposa d'Hug de Lavardin, fillol d'Hug Capet.
- Raül IV de Beaumont-au-Maine (- vers 1040/1049) casat amb Eremburga (vers 997 - morta abans de 1049)
- Raül V de Beaumont-au-Maine (– vers 1065) casat vers 1048 amb Emma de Montrevault, senyora de Lude (vers 1030 – 12 de setembre de 1058), filla d'Esteve de Montrevault i d'Audeberga de Lude. Fondador del priorat de Vivoin (Sarthe) vers 1058-1062.
- Hubert II de Beaumont-au-Maine, anomenat Hubert de Sainte-Suzanne (vers 1030 – abans 1095), casat 1067 amb Ermengarda de Nevers, filla de Guillem I de Nevers i d'Ermengarda de Tonnerre. Guillem I de Nevers era el fill de Renald I de Nevers i d'Alix de França (1003- després de 1063 que al seu torn era filla de Robert II el Pietós i de la neta d'Hug Capet, rei dels Francs.
- Raül VI de Beaumont-au-Maine (vers 1060 – 1119/1120/1125) casat 1095 a Adenor de Laval (1080-), filla de Guiu II « el Calb» de Laval i de Denisa de Mortain. Fundador de l'abadia d'Étival-en-Charnie. La seva germana Godeheult, (o Godehilda o Godehildis) fou la primera abadessa.
- Roscelí de Beaumont-au-Maine (vers 1094/1100 – 1176) casat abans de 1135 amb Constança FitzRoy (vers 1098/1105 -) filla il·legítima d'Enric I d'Anglaterra, rei d'Anglaterra (vers 1068-1135), fill de Guillem el Conqueridor
- Ricard I de Beaumont-au-Maine (vers 1137 – 1199) casat abans de 1177 amb Lúcia de l'Aigle (vers 1145 - després de 1217), filla de Ricard II de l'Aigle i (possible) de Sofia de Montbéliard
- Raül VII de Beaumont-au-Maine (vers 1175 – vers 1238) casat abans de 1212 amb Agnes de La Flèche (vers 1195 - 1218)
- Ricard II de Beaumont-au-Maine (vers 1205 – 1242 o 1249) casat 1221 amb Mafalda d'Amboise (- 1256), filla de Sulpici IV d'Amboise i d'Isabel de Blois.
- Agnès de Beaumont-au-Maine (vers 1235 – 1301 o 1304) casada 1253 amb Lluís I d'Acre de Brienne, fill de Joan de Brienne, rei de Jerusalem, i de Berenguera infanta de Castella i Lleó.
- Lluís de Brienne esdevingué vescomte de Beaumont, i els successors foren els Beaumont-Brienne.